# Meinoud Rost van Tonningen
 (avril 2009).
Si vous disposez d'ouvrages ou d'articles de référence ou si vous connaissez des sites web de qualité traitant du thème abordé ici, merci de compléter l'article en donnant les références utiles à sa vérifiabilité et en les liant à la section « Notes et références ».
Meinoud Marinus Rost van Tonningen (19 février 1894 à Surabaya - 6 juin 1945 à Schéveningue) est un homme politique néerlandais du Mouvement national-socialiste (NSB). Pendant la Seconde Guerre mondiale et l'occupation allemande des Pays-Bas, il a largement collaboré avec les forces d'occupation allemandes.

## Jeunesse
Rost van Tonningen est né dans les Indes orientales néerlandaises (actuelle Indonésie). Il est le fils du général de la KNIL (Armée royale des Indes néerlandaises) Bernardus Marinus Rost van Tonningen, qui s'est distingué en réprimant les révoltes contre la domination néerlandaise sur les îles de Bali et de Lombok et dans l'Aceh. Il mène à bien des études juridiques à l'université de Leyde.

## Société des Nations
Dans les périodes 1923-1928 et 1931-1936, il est représentant de la Société des Nations à Vienne. Son travail consiste à contrôler la politique financière autrichienne. C'est pendant son séjour à Vienne qu'il développe de solides convictions antisémites et anticommunistes. Il devient un ami proche d'Engelbert Dollfuss, qui devient chancelier d'Autriche en 1932 et est assassiné en 1934.

## Membre de la NSB
Il devient membre du NSB le 7 août 1936, après son retour d'Autriche. Il remporte un siège au Parlement lors des élections de cette année et devient le chef de son groupe dans la chambre basse néerlandaise, la Tweede Kamer.
Il devient aussi le rédacteur en chef du journal du parti NSB, Het Nationale Dagblad, (Le Quotidien National), ce qui lui donne l'occasion d'exprimer ses propres idées sur l'avenir du NSB. Rost van Tonningen est obsédé par l'Allemagne et la Grande Idée allemande, tandis qu'Anton Mussert, le dirigeant de la NSB, a plus d'affinités avec l'idée du fascisme mise en œuvre par Benito Mussolini en Italie.
C'est principalement sous l'influence de Rost van Tonningen que le NSB devient de plus en plus ouvertement antisémite; l'antisémitisme de Rost van Tonningen est plus radical que celui du chef du NSB, Anton Mussert. C'est également sous l'influence de Rost Van Tonningen que le NSB se rapproche du parti nazi allemand, le NSDAP.
En 1939, Rost van Tonningen crée une organisation paramilitaire, la « Mussert-garde » - (le garde de Mussert). De nombreux membres de cette organisation deviennent membres de la SS néerlandaise. Une première demande de Rost van Tonningen à être admis comme membre du régiment SS Westland est d'abord rejetée parce que les circonstances ne lui permettent pas de prouver que sa famille a plus de 150 ans de "sang pur". En 1944, il pose de nouveau sa candidature pour devenir membre de la SS et est cette fois admis.

## Occupation allemande des Pays-Bas
Pendant l'occupation allemande des Pays-Bas, Arthur Seyss-Inquart, gouverneur des Pays-Bas pour l'Allemagne, nomme Rost van Tonningen commissaire à la dissolution ou à la réorientation de toutes les organisations socialistes ou marxistes, en particulier du Parti social-démocrate des travailleurs (SDAP), du Parti socialiste révolutionnaire des travailleurs (RSAP) et du Parti communiste (CPN). Le CPN est dissous, le SDAP devait être "reconstruit" sur le modèle nazi. Cette reconstruction échoue, car le SDAP a détruit la plupart de ses archives et de ses documents administratifs. La direction du SDAP refuse de coopérer, et au cours de réunions régionales du SDAP, il est annoncé que le SDAP ne collaborerait pas avec les forces de l'occupation allemande. Pratiquement toutes les organisations affiliées au SDAP font échec aux tentatives de Rost van Tonningen pour les « nazifier. ». La plupart des organismes (par exemple, les associations sportives ou musicales de travailleurs) choisissent de se dissoudre plutôt que de s'incorporer à la hiérarchie nazie. Le 5 juillet 1941, le SDAP est démantelé, ainsi que tous les autres partis politiques.

## Administrateur financier
Le 26 mars 1941, Rost van Tonningen est nommé secrétaire général du ministère des Finances et président de la Banque des Pays-Bas (|Nederlansche Bank). À l'époque où il exerce ces deux fonctions, les Allemands financent l'occupation par des impôts prélevés sur les Néerlandais. Après la guerre, le gouvernement des Pays-Bas évalue le coût total à 9 488 000 000 reichsmarks. En plus de cette somme, des prêts accordés par les Pays-Bas à l'Allemagne pour un montant de 5 750 000 000 reichsmarks n'ont jamais été remboursés, de sorte qu'au total, 14 500 000 000 reichsmarks partent vers l'Allemagne.(Comparaison: France 11 070 000 000 et Belgique 43 250 000 000.)[réf. nécessaire]
Le 1er avril 1941, la barrière monétaire entre les Pays-Bas et le troisième Reich est levée, et le 1er septembre 1941, les derniers obstacles pratiques sur le marchés des changes entre les deux pays sont supprimés. Les immenses stocks d'or des Pays-Bas ont été transportés, avant la guerre, vers des pays alliés, comme le Canada.[réf. nécessaire]
En tant que secrétaire général pour les affaires économiques spéciales, Rost van Tonningen est impliqué dans la création de la Nederlandse Oostcompagnie (Compagnie néerlandaise de l'Est), une organisation impliquée dans la reconstruction de l'Ukraine. Le but de cette organisation est d'établir une colonie de cultivateurs néerlandais en URSS pour garantir et améliorer la production de grès.

## Décès
Le 5 septembre 1944, Dolle Dinsdag ou « Mardi fou », Rost van Tonningen s'enfuit, avec d'autres collaborateurs néerlandais, devant l'avance rapide des armées alliées. Il revient quelques jours plus tard, mais est congédié de son poste de chef suppléant du NSB par Anton Mussert après avoir écrit un article dans lequel il applaudit au passage de la section de jeunesse du NSB (Nationale Jeugdstorm, Assaut national de la jeunesse) à la Germanische Jugend et de là, à la division Hitlerjugend.
Au cours de l'été 1944, Rost van Tonningen reçoit une formation d'officier au premier bataillon de la Landstorm Nederland, une organisation paramilitaire néerlandaise de défense. Vers la mi-mars 1945, il part pour le front, qui est alors en Betuwe. Le 8 mai 1945, il est fait prisonnier par les troupes canadiennes et est détenu dans un camp de prisonniers à Elst. De là, il est transféré à Utrecht et, le 24 mai 1945, à la prison de Schéveningue. Quelques jours plus tard, le 6 juin 1945, il meurt en prison d'une chute par-dessus la balustrade d'un escalier. Selon certains, notamment l'historien Van der Leeuw, membre du NIOD (Nederlands Instituut voor Oorlogdsdocumentatie, Institut néerlandais de documentation sur la guerre), qui s'exprime en ce sens dans une émission de la chaîne VARA intitulée Het Zwarte Schaap, il se peut que, contrairement à la version officielle, Rost van Tonningen ne se soit pas suicidé, mais ait été tué. Le motif du meurtre serait que comme président de la Banque Nationale, il en savait trop sur des transactions illégales commises par des personnes qui occupaient le pouvoir après la guerre.
Rost Van Tonningen devait être jugé à partir de la fin 1946, aux Pays-Bas, et il a été informé fin mai 1945 que son procès devait se tenir fin 1946 au plus tôt, à une date encore indéterminée. Il restait, pour instruire son dossier, à trouver des pièces, et autres documents pour éclairer son rôle de président de la banque nationale, à trouver des témoins, surtout pour prouver son rôle de collaborateur avec les Allemands. Il est plus que probable que Van Tonningen aurait été condamné à mort, s'il ne s'était pas suicidé, car le Royaume des Pays-Bas se devait de faire un exemple, Van Tonningen étant sans doute l'un des hommes les plus importants du système collaborationniste Néerlandais pendant l'occupation allemande du pays.

## Sa veuve
Sa seconde épouse, Florentine Rost van Tonningen continue de défendre le point de vue national-socialiste, niant l'Holocauste, déplorant la chute du Troisième Reich et la mise en danger de la pureté raciale. Mais surtout, elle s'efforce de prouver que son mari a été tué.

## Cinéma
Dans le film Le Banquier de la Résistance, de Joram Lürsen (2018), son rôle est tenu par Pierre Bokma.